# Tarte à la gomme
La tarte à la gomme est une tarte à base de flan aux œufs que l'on trouve dans le Bugey et plus particulièrement autour de la localité de Bellegarde-sur-Valserine.

## Appellations
La « tarte à la gomme » est appelée ainsi en Bugey, Valromey et une partie du Revermont ; il en existe des variantes appelées « tarte à la papette » dans le Pays de Gex (avec une pâte briochée) et « tarte au quemeau » dans la région des lacs (Jura).
Dans les régions où cette tarte est moins ancrée dans les traditions culinaires (Val-de-Saône), elle est appelée de façon plus générique « tarte au flan » ou « tarte à la crème ».

## Ingrédients
La pâte est constituée de farine, de beurre ramolli, d'œufs, de sucre, de sel et de lait entier.
La gomme est quant à elle une préparation à base de lait, de farine, de sucre, de beurre, d'œufs et éventuellement de crème fraîche, d'eau de fleur d'oranger ou de vanille.